# Дрюйя
Дрюйя́ (фр. Druillat) — коммуна во Франции, находится в регионе Рона — Альпы. Департамент — Эн. Входит в состав кантона Пон-д’Эн. Округ коммуны — Бурк-ан-Брес.
Код INSEE коммуны — 01151.

## География
Коммуна расположена приблизительно в 390 км к юго-востоку от Парижа, в 50 км северо-восточнее Лиона, в 18 км к югу от Бурк-ан-Бреса.
На востоке коммуны протекает река Сюран.

## Климат
Климат полуконтинентальный с холодной зимой и тёплым летом. Дожди бывают нечасто, в основном летом.

## Население
Население коммуны на 2010 год составляло 1134 человека.
| 1962 | 1968 | 1975 | 1982 | 1990 | 1999 | 2010 |
| ---- | ---- | ---- | ---- | ---- | ---- | ---- |
| 627  | 610  | 644  | 717  | 823  | 879  | 1134 |

## Администрация
| Период | Период | Фамилия         | Партия | Примечания |
| ------ | ------ | --------------- | ------ | ---------- |
| 1995   | 2008   | Жан-Поль Льерли |        |            |
| 2008   | 2014   | Бернар Кулон    |        |            |
| 2014   | 2020   | Жан-Люк Эмен    |        |            |

## Экономика
В 2010 году среди 686 человек трудоспособного возраста (15—64 лет) 512 были экономически активными, 174 — неактивными (показатель активности — 74,6 %, в 1999 году было 70,7 %). Из 512 активных жителей работали 476 человек (249 мужчин и 227 женщин), безработных было 36 (22 мужчины и 14 женщин). Среди 174 неактивных 50 человек были учениками или студентами, 84 — пенсионерами, 40 были неактивными по другим причинам.

## Города-побратимы
- Унгурени (Румыния, с 2000)

## Фотогалерея

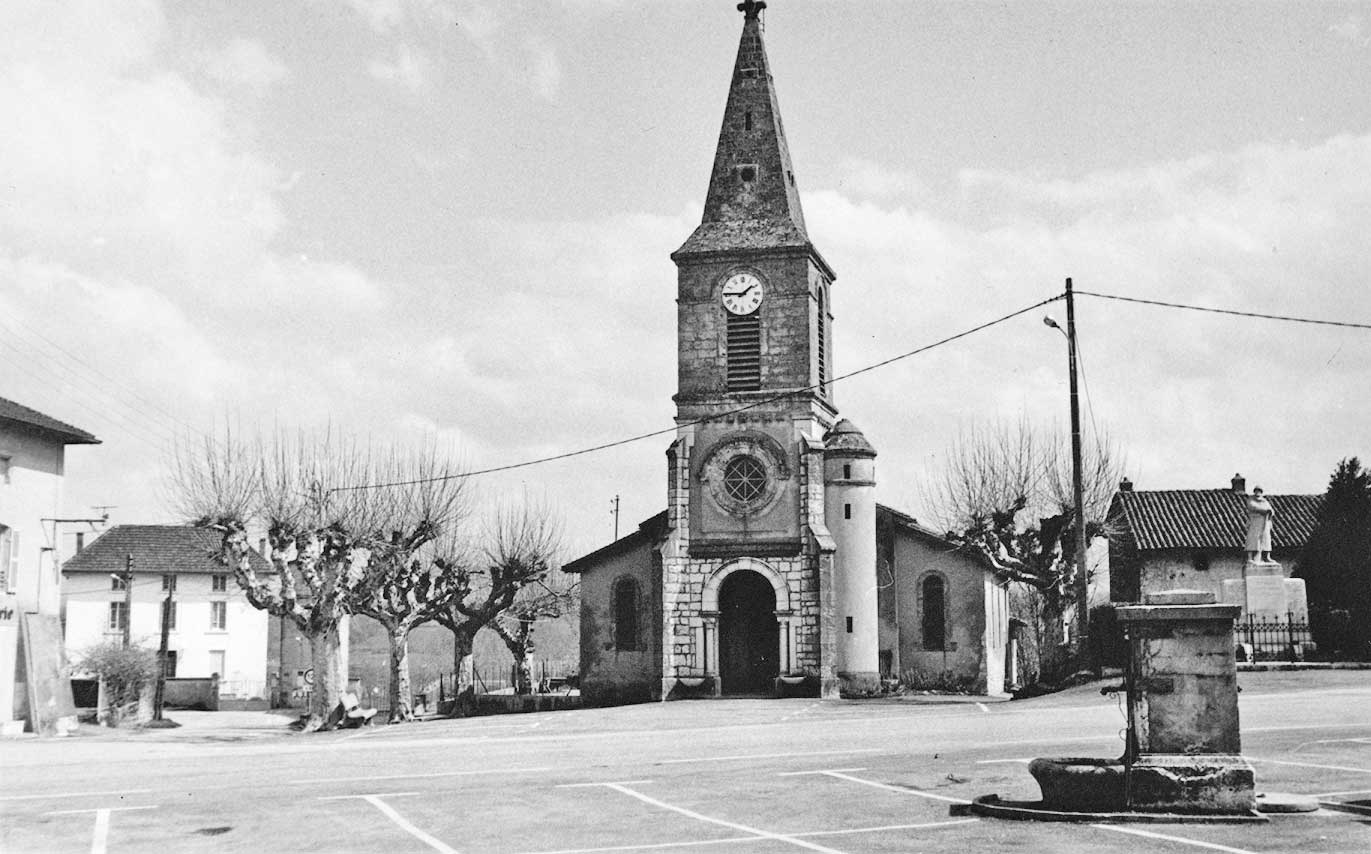
Дрюйя (площадь Анри Дюнана)
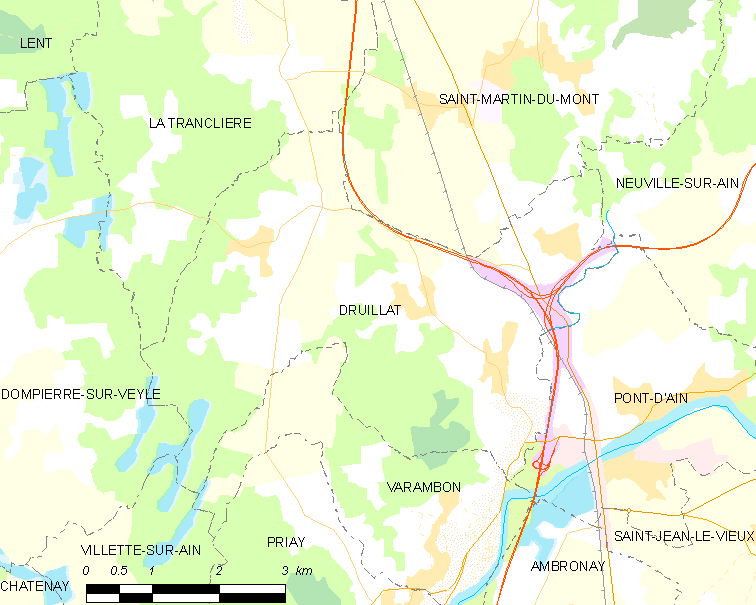
Карта коммуны